# 曼努埃尔·普伊格

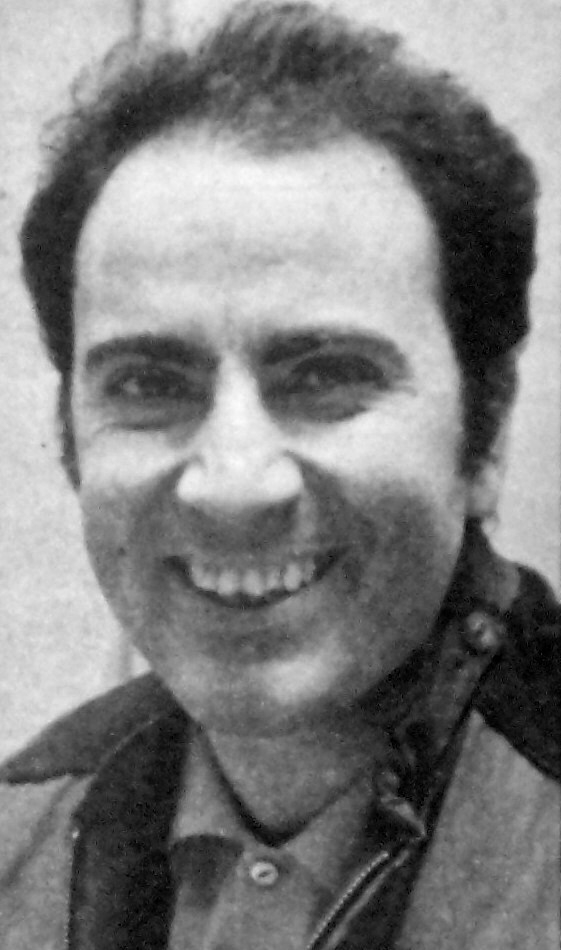
曼努埃尔·普伊格

曼努埃尔·普伊格（Manuel Puig，1932年12月28日—1990年7月22日），又譯馬努葉·普易，阿根廷小说家，著有小说《丽塔·海华斯的背叛》、《蜘蛛女之吻》等。